# Sotto il sole di Satana (romanzo)
Sotto il sole di Satana è un romanzo di Georges Bernanos scritto nel 1926, sulla lotta contro il male e il maligno da parte di un abate di campagna. Secondo il teologo Hans Urs von Balthasar, "resta la sua opera più acuta ed anche la chiave per interpretare le altre". L'opera si ispira molto liberamente alla figura di Giovanni Maria Vianney (come nel Diario di un curato di campagna).
Nel 1987 Maurice Pialat ha diretto una versione cinematografica del romanzo.

## Trama
(L'abate Donissan a Mouchette, Sotto il sole di Satana)
Il romanzo racconta il profondo travaglio interiore della vita dell'abate Donissan, un prete di campagna francese assillato dal problema del male. Una notte incontra nelle campagne il diavolo, nei panni di un mediatore di cavalli, e si scontra con lui; subito dopo entra in contatto con la giovane Germana "Mouchette" Marothy, quando da poco tempo ella aveva assassinato un suo amante, il Marchese; egli cerca di riavvicinarla al bene, prima del tragico suicidio della ragazza. Egli "sente" il peso delle generazioni che hanno preceduto la vita di Mouchette, e che l'hanno anche in qualche modo condizionata, e le dice:
Donissan nelle battute finali del racconto scopre infine che il "Principe di questo mondo" ha vinto sulla terra, e lo confessa al curato di Luzarnes in drammatiche circostanze (mentre cerca di risuscitare dalla morte la vita di un bambino figlio di contadini di quella parrocchia vicina, bambino che era morto pochi istanti prima), poco prima di morire egli stesso per un attacco cardiaco.

## Edizioni italiane
- trad. Cesare Vico Lodovici, prefazione di Tommaso Gallarati Scotti, Milano: Corbaccio, 1928; Milano: Dall'Oglio, 1946; Milano: TEA, 1994; con prefazione di Mario Pomilio, Ginevra: Edito-Service, 1972
- trad. Gabriella Mezzanotte, in Romanzi e Dialoghi delle carmelitane, a cura di Paola Messori, introduzione di Carlo Bo, Milano: I Meridiani Mondadori, 1998; Cinisello Balsamo: San Paolo, 2010